# César Huerta
César Saúl „Chino” Huerta Valera (ur. 3 grudnia 2000 w Guadalajarze) – meksykański piłkarz występujący na pozycji skrzydłowego lub napastnika, reprezentant Meksyku, od 2025 roku zawodnik belgijskiego Anderlechtu.